# Mútua de Propietaris
Mútua de Propietaris (castellà: Mutua de Propietarios Seguros y Reaseguros APF) és una asseguradora amb seu a Barcelona, especialitzada en comunitats de propietaris i impagament de lloguers. Fundada el 1835, es la més antiga de l'estat. És líder a Catalunya en l'assegurança d'edificis i tercera d'Espanya per volum en la seva especialitat.

## Història

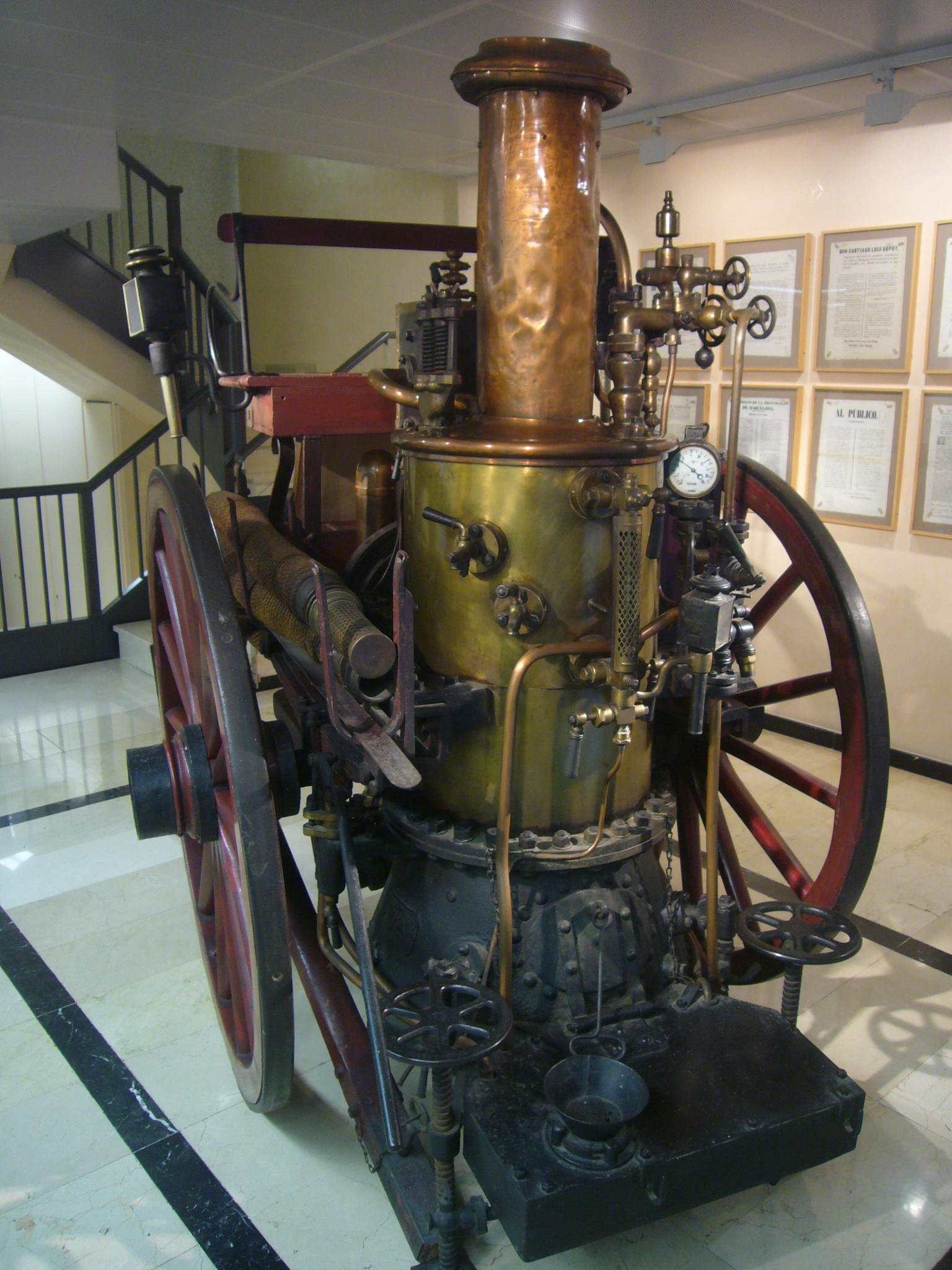
Vehicle anti-incendis de la Mutua de Propietarios, fabricat el 1904 per Flader Feuerlöschgerätefabrik, i exposat actualment a la seu de l'entitat

Amb el nom de Sociedad de Seguros Mutuos de Incendios de Barcelona, l'empresa fou fundada el 30 d'abril de 1835 per un grup de propietaris d'edificis amb el suport de l'Excel·lentíssim Ajuntament de Barcelona, la Reial Junta de Comerç i la Societat Econòmica d'Amics del País. Com a objectiu secundari la Societat es proposava contribuir a l'extinció d'incendis. Per aquest motiu el 1839 ja disposava de 3 bombes d'aigua, adquirides a París a través del marquès d'Alfarràs, així com d'una mànega de salvament, una escala, galledes d'aigua i altre material d'extinció. El 1845 va crear un cos de bombers propi, dirigit per l'arquitecte Josep Mas i Vila, que col·laborava amb el cos de Bombers de Barcelona. Des del 1852 al 1865, el cos de bombers estava sota la tutela exclusiva de la Mútua, i el 1867 la Mútua va cedir el cos de bombers a l'Ajuntament de Barcelona, i li va vendre el material d'extinció per 57.000 rals.
El 14 de maig de 1982 i en virtut de l'acord del Consell de Ministres li va ser concedida la Medalla d'Or al Mèrit en l'Assegurança, el màxim reconeixement amb què pot ser distingida una entitat d'aquest sector.
A l'assegurança tradicional contra incendis s'han sumat nous rams i modalitats d'assegurances. Compta amb oficines a Catalunya, València, Saragossa, Madrid i Sevilla, i l'any 2011 va iniciar l'expansió al nord d'Espanya.